# Десант в Килию Новую
Десант в Килию Новую — тактическая десантная операция Дунайской военной флотилии в ходе Ясско-Кишиневской операции Великой Отечественной войны, осуществлённая 25 августа 1944 года.
В ходе начавшейся 20 августа 1944 года Ясско-Кишиневской наступательной операции войска 3-го Украинского фронта (командующий Маршал Советского Союза Толбухин Ф. И.) взломали оборону немецко-румынских войск группы армий «Южная Украина» (командующий генерал-полковник Й. Фриснер) по реке Днестр, окружили и уничтожили крупные группировки противника под Яссами и Кишинёвом, в ходе стремительного наступления ворвались на территорию Румынии. Части советской Дунайской военной флотилии (командующий контр-адмирал С. Г. Горшков) вошли в Дунай и двигались вверх по течению, с севера к городу Килия Новая подходили части 46-й армии, преследовавшие войска разбитой 3-й румынской армии (командующий армейский генерал Петре Думитреску). С целью занятия Килии, имевшей важное оперативное значение, было решено высадить в ней речной десант и овладеть городом совместным ударом десанта и сухопутных войск.
Город Килия представлял из себя две части — Килия Новая на северном берегу Килийского гирла Дуная, и Килия Старая на его южном берегу.
В ночь на 25 августа 1944 года 5 советских бронекатеров Дунайской военной флотилии (командир отряда — Герой Советского Союза П. И. Державин) с десантом (613-я отдельная штрафная рота Черноморского флота, 274 бойца) на борту направились из Вилково к Килие Новой. Следом в город были высажены рота 384-го отдельного батальона морской пехоты (95 десантников) и 369-й отдельный батальон морской пехоты (285 бойцов). Командовал десантом командир 384-го отдельного батальона майор Ф. Е. Котанов.
Около 4 часов утра катера подошли к Килие Новой и начали высадку десанта. При высадке и продвижении морских пехотинцев возник ожесточенный бой. Все бронекатера оказывали поддержку артиллерийско-пулемётным огнём наступавшим десантникам, уничтожая огневые точки противника. Однако бой продолжался недолго — основная масса румынских войск была деморализована поражением на фронте и сообщениями об Августовском восстании в Бухаресте. К 8 часам утра организованное сопротивление прекратилось — часть румынских войск бежала из города, оставшиеся сдались в плен.
В ходе боя было уничтожено (по советским данным) до 500 солдат врага, захвачены 11 артиллерийских орудий и 40 миномётов, 7 автомашин и другие трофеи, капитулировало около 2000 солдат и офицеров. Потери десанта составили 2 бойцов убитыми, 3 — пропавшими без вести, 7 — ранеными.
Днём в уже освобождённый город вошла 5-я мотострелковая бригада 46-й армии 3-го Украинского фронта. Стремительное наступление советских войск продолжалось.
Одновременно с десантом в Килию Новую 2 советских бронекатера высадили десант в Килию Старую, но там десантники сопротивления практически не встретили.